# شیخو، خیبر پختونخوا
شیخو (به انگلیسی: Sheikho) یک شهرک در پاکستان است که در شهرستان چهارسده واقع شده‌است.